# 큰그리슨
큰그리슨(Galictis vittata)은 족제비과에 속하는 포유류의 일종이다. 남아메리카와 중앙아메리카에서 발견된다.

## 특징
큰그리슨은 가늘고 긴 동물의 일종으로 짧은 다리와 긴 목 그리고 털이 많은 짧은 꼬리를 갖고 있다. 근연종인 작은그리슨과 비슷하지만, 작은그리슨보다 조금 크다. 몸길이는 45~60cm에 야생에서의 몸무게는 1.5~3.8kg 정도이다. 사육 상태에서는 몸무게가 더 나가는 것으로 추정된다.

## 아종
현존하는 4종의 아종과 1종의 화석 아종이 알려져 있다.
- G. v. vittata - 남아메리카 북부
- G. v. andina - 페루, 볼리비아
- G. v. brasiliensis - 브라질
- G. v. canaster - 중앙아메리카, 멕시코 남부
- † G. v. fossilis - 플라이스토세 시기의 브라질[2]